# Maria Climent i Huguet
Maria Climent i Huguet   (Amposta, 1985) és una escriptora i traductora catalana. És llicenciada en Traducció i Interpretació i ha estudiat Guió. La seva carrera professional ha passat per l'ensenyament d'idiomes, el copywriting, la gestió de xarxes socials i de contingut i l'ensenyament d'escriptura creativa. Arran d'un taller d'escriptura a la revista cultural Catorze, va iniciar una col·laboració amb el mitjà.
El 16 d'octubre de 2019 es va publicar la seva primera novel·la, Gina (L'Altra Editorial), que narra, des de l'humor, les dificultats a les quals s'enfronta la jove protagonista després de ser diagnosticada amb esclerosi múltiple, malaltia que també pateix l'autora. L'obra està escrita en el dialecte propi del delta de l'Ebre. L'editorial Alfaguara l'ha publicat traduïda al castellà. Amb aquest obra, guanyà el premi literari El Setè Cel, de Salt, l'octubre de 2020.
El 2023 va publicar A casa teníem un himne, amb l'Altra Editorial.